# Johann Wolfgang Wieland

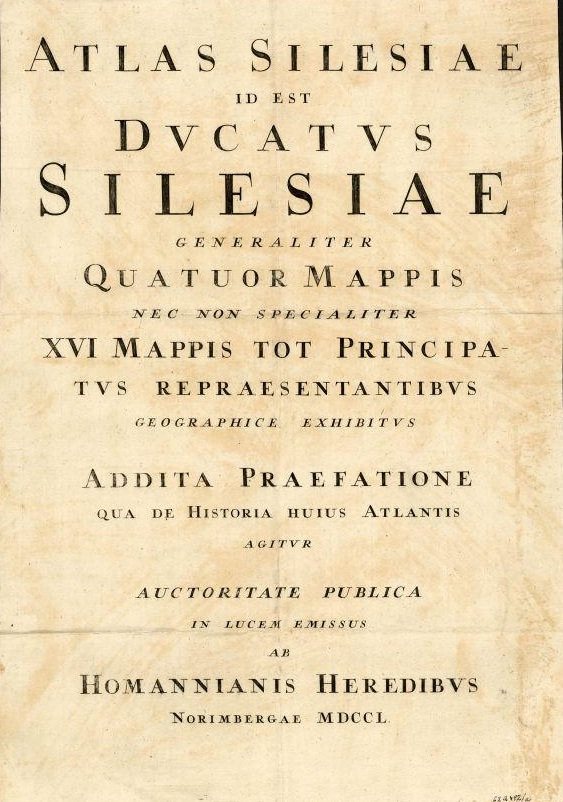
Strona tytułowa atlasu Śląska

Johann Wolfgang Wieland (ur. 1673, zm. 1739) – austriacki porucznik inżynierii i kartograf. Jako pierwszy w 1721 roku stworzył układ dróg Zielonej Góry.
Wieland był autorem map atlasu Śląska, który ukazał się w lipcu 1752 pod tytułem Atlas Silesiae id est Ducatus Silesiae. Polecenie ich wykonania otrzymał cesarskim zarządzeniem, pomiary rozpoczął 23 stycznia 1722 ale w 1734 został odwołany i jego prace kończył Mattheus von Schubart.